# Kaposvári zsinagóga
A kaposvári zsinagóga egy mára már elbontott zsidó vallási épület.

## Története
A kaposvári zsinagóga 1864-ben épült, majd 1906-ban Baumhorn Lipót átépítette, bővíttette. A nagyméretű épületben öntöttvas oszlopokkal alátámasztott női karzat foglalt helyet. Az épület a második világháborúban megsérült, ezért városrendezési okokra való hivatkozással elbontották.

## Fénykép
- https://kaposvarmost.hu/blog/kaposvaron-tortent/2015/07/18/volt-egyszer-egy-zsinagoga.html